# 내실린나

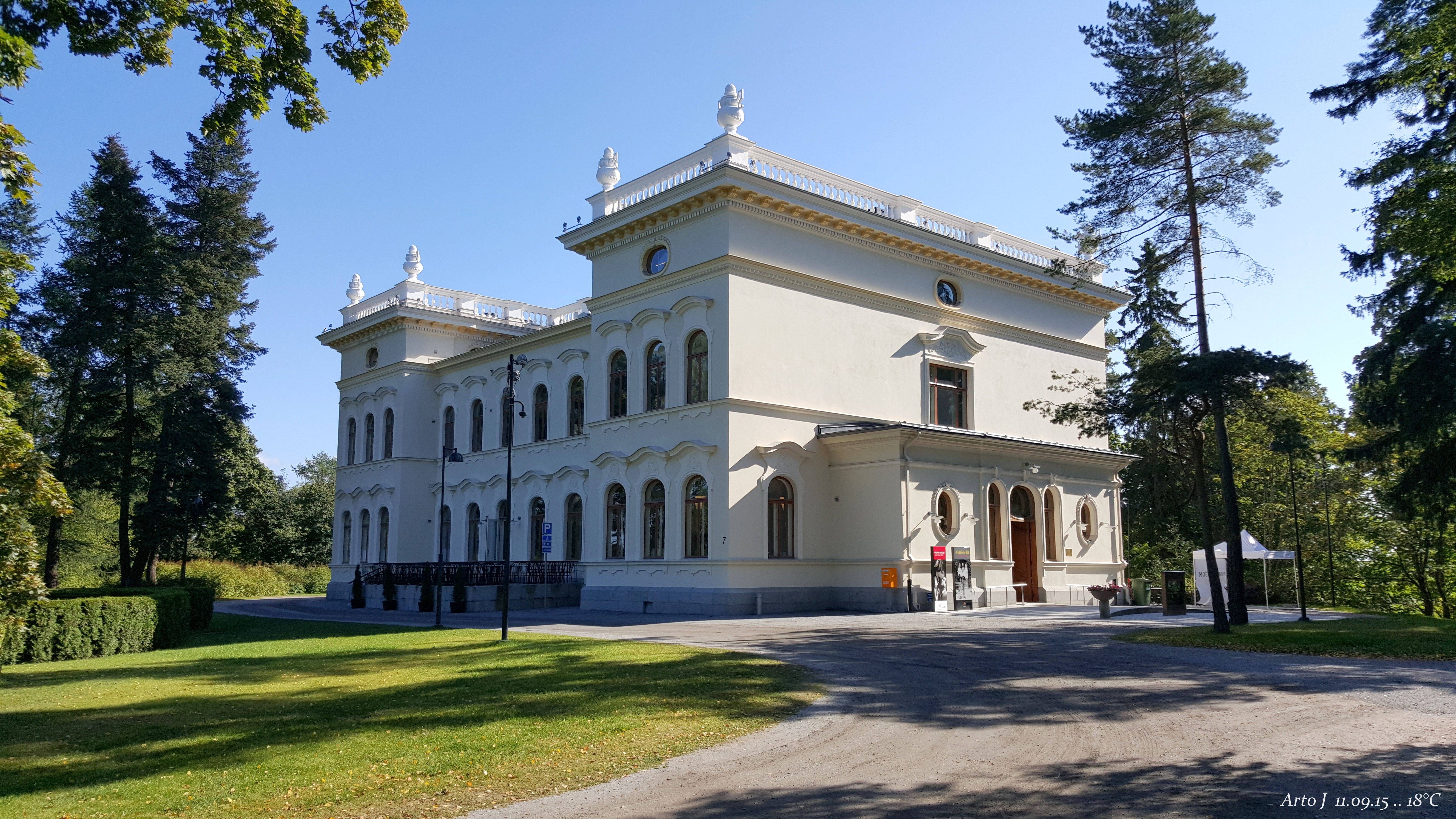
2015년 촬영된 내실린나.

내실린나(핀란드어: Näsilinna)는 탐페레시 내시공원 내에 위치한 신바로크 양식 건물이다. 설계자는 건축가 카를 아우구스트 브레데 아브 에밀래다.
원래 핀레이슨 사주 가문인 폰 노트베크가의 저택으로, 1898년 빌헬름 폰 노트베크의 오남 페터 폰 노트베크가 지은 목조저택이 시초다. 당시 원래 이름은 밀라비다(핀란드어: Milavida)였는데 그게 무슨 뜻인지는 알려진 바 없다. 하지만 노트베크가 구성원 전체가 이 저택에 살지는 않았고, 자식 세대만 하인들을 데려와서 1, 2년간 머무는 별장 같은 곳이었다. 페터의 아내 올가 폰 노트베크가 1898년 10월 독일 바덴바덴에서 쌍둥이를 출산하다 산고로 죽고, 반년 뒤 페터도 사망했다. 페터의 형으로 빌헬름 폰 노트베크의 사남인 에드바르트 폰 노트베크가 조카들의 후견인이 되었다. 에드바르트는 1905년 건물을 탐페레시 측에 매각했다.
건물을 매입한 탐페레시는 이름을 오늘날의 내실린나로 개명했다. 목조건물은 1906년 라티넨(Raittinen)이라는 상인에게 세를 주어 식당을 운영했고, 석조건물은 1908년 해매 박물관을 개관했다. 화가 카를레 가브리엘 엥베르그가 박물관 학예사로 일하면서 건물에서 살았다. 1913년 7월 목조건물이 화재로 전소되었다.
1918년 핀란드 내전이 발발하자 적위대는 내실린나를 병원 겸 본부로 사용했고, 탐페레 전투 와중 심각한 파손을 입었다. 4월 3일에서 4월 4일 사이 내실린나는 세 차례나 뺏고 뺏기기를 반복했고 약 4,000 여 발의 탄환이 건물에 박혔다. 제2차 세계대전 때는 대공포가 설치되었다.
해메 박물관은 1997년 예산 문제로 폐관했고, 이후 17년간 내실린나 건물은 그냥 방치되었다. 2013년에야 개보수 작업이 시작되어 2015년까지 진행되었다. 비용은 500만 유로가 소요되었다. 1층은 처음 노트베크 가문이 지었을 때를 복원하여 식당과 카페, 박물관 접수처를 건설했다. 2층은 1950년대 이후 상태를 보존했다. 그렇게 2015년 재개장한 현재의 내실린나는 노트베크 가문과 해메 박물관의 역사를 전시하고 있다.